# 쯔위 청천백일만지홍기 사건
쯔위 청천백일만지홍기 사건(子瑜靑天白日滿地紅旗事件) 혹은 저우쯔위 국기 사건(중국어 정체: 周子瑜國旗事件)은 대만 출신 K-POP 그룹 트와이스의 구성원 쯔위가 대한민국의 MBC TV 프로그램인 〈마이 리틀 텔레비전〉의 인터넷 생방송에서 청천백일만지홍기를 사용한 문제로 논란이 된 사건을 말한다.

## 사건

### 발단
쯔위는 2015년 11월 방영된 대한민국의 방송사 MBC의 예능프로그램 마이 리틀 텔레비전 생중계 분에서 같은 그룹 멤버인 모모, 미나, 사나와 출연하였다. 방송 중, 네 멤버는 제작진이 준비한 각자의 출신 국기를 들었다. 일본 출신인 모모, 미나, 사나는 일장기를 들었고, 타이완 출신인 쯔위는 타이완의 국기인 청천백일만지홍기를 들었다. 하지만 당시 이 모습은 생중계로만 전해졌을 뿐, 이후에는 편집되어 본방송에는 실리지 않았다.
두 달 후, 대만의 케이블 방송사인 산리 텔레비전(三立電視) 은 이 장면을 캡쳐해 쯔위에게 애국자 이미지를 씌운 내용의 보도를 했다. 대만 출신 싱어송라이터인 황안은 자신의 웨이보에 쯔위가 대만 독립을 지지하는 것으로 의심된다는 글을 올렸으나 쯔위의 팬이 해당 국기는 방송사 스태프들이 준비한 것임을 알려주자 해당 글을 삭제했다.
이후 2016년 1월 6일 JYP 엔터테인먼트는 웨이보를 통해 트와이스가 안후이 위성 텔레비전의 춘절 특집 프로그램 녹화에 참여한다고 공지한다. 그러자 1월 8일, 대만 출신 싱어송라이터인 황안이 웨이보에 다시 쯔위가 대만 독립의 상징으로 되었음에도 직접 나서서 해명하지 않는다고 비난하며 보이콧을 촉구하는 글을 올린다. 삽시간에 중국 내 여론은 험악해졌고, 동방위성 TV의 명절 프로그램인 "춘완"(春晚)에 출연 예정이었던 트와이스의 해당 스케줄은 취소되었다. 뿐만 아니라 중국 내 여론 자체가 점점 심각해져 쯔위가 속한 트와이스 외 JYP 엔터테인먼트의 다른 가수들의 활동도 취소 요청을 받는 보이콧 사태가 일어났다.
타이완 14대 총통 선거(2016년 1월 16일)가 다가오면서 타이완 내 여론도 이 사태를 악화시키는데 기여하였다. 당시 여당인 중국 국민당과 야당인 민주진보당 양측 모두 쯔위를 옹호하며 선거운동을 펼쳐갔다. 이에 타이완 내 여론은 점점 더 격앙되어 갔고, 민주진보당의 집권이 유력해져갔다. 하나의 중국 정체성을 반대하며 독자적인 타이완 정체성을 추구하는 민주진보당의 집권이 유력해지는 것은 또한 중국 입장에서는 국민당이 집권하는 것보다 더 불편한 상황이었다.

### JYP 측의 사과
2016년 1월 14일, 정치·외교적인 문제로 커질 것을 우려한 JYP 측은 1, 2차 사과문을 통해 트와이스의 중화권 활동을 잠정 중단하겠다고 발표했다. 다음날 15일, JYP 측은 쯔위가 직접 출연해 사과를 하는 동영상을 유튜브에 올렸다. 영상에서 쯔위는 "오로지 하나의 중국만이 존재할 뿐입니다. 양안(중국과 타이완)은 단일한 국가입니다.", "전 늘 저 자신을 중국인으로서 생각해 왔으며, 저는 제가 중국인이라는 것에 자부심을 느낍니다."라고 밝히며 사과를 했다. 타이완 내 언론은 이 영상을 긴급 속보로 전하며 연일 방송했다. 대한민국과 타이완의 네티즌은 하나같이 사상의 자유를 억압한 인권 침해라고 JYP 측을 비난하였다. 논란은 국내외적으로 상당히 커져 대한민국 외교부까지도 상황을 주시하고 있다고 밝혔다.
2016년 1월 16일, 중국 공산당의 기관지 인민일보의 자매지인 환구시보는 쯔위의 사과 영상을 함께 올리며 중국의 입장을 밝혔다. "우리는 오늘로 전도가 양양한 중국의 미소녀를 얻었다. 쯔위에게 악플이나 악행을 할 경우 용서하지 않을 것" 이라고 경고했다. 뿐만 아니라 쯔위에게는 "어린 나이에 고향을 떠나 고생도 많이 하고 서바이벌을 통해 힘들게 데뷔했는데, 악플러들은 무시하고 용감하게 '중국의 빛'이 돼라"라는 말을 전했다. 쯔위는 트와이스 데뷔가 확정된 후, 자국에서 '타이완의 빛이라는 칭호를 받은 바 있다.